# Ursula M. Händel-Tierschutzpreis
Der Ursula M. Händel-Tierschutzpreis ist ein Wissenschaftspreis, den die Deutsche Forschungsgemeinschaft (DFG) an Wissenschaftler verleiht, die sich vorbildlich und nachhaltig darum bemühen, den Tierschutz in der Forschung zu verbessern. Dazu gehört insbesondere die Entwicklung von Verfahren, die zur Reduzierung, Verfeinerung und zum Ersatz von Tierversuchen (Reduction, Refinement und Replacement, den 3R-Prinzipien) beitragen. Die DFG verleiht den Preis seit 2004.
Der Ursula M. Händel-Tierschutzpreis geht auf die Initiative seiner gleichnamigen Stifterin zurück. Händel (1915–2011) setzte sich viele Jahre lang in vielfältiger Weise für den Tierschutz ein. So gründete sie unter anderem den „Bonner Arbeitskreis für Tierschutzrecht“ und engagierte sich in diesem Rahmen für die Novellierung des Tierschutzgesetzes. Ein besonderes Anliegen war für sie der Tierschutz in Wissenschaft und Forschung. Dabei zielte ihr Engagement vor allem darauf, das Leiden von Versuchstieren so weit wie möglich zu begrenzen und die Zahl von Tierversuchen zu reduzieren. Zu diesem Zweck stellte Händel der DFG umfangreiche finanzielle Mittel zur Verfügung, mit denen eine oder mehrere Arbeiten zur Verbesserung des Tierschutzes in der Forschung ausgezeichnet werden können. Mit einem Preisgeld von derzeit 100.000 Euro ist der Ursula M. Händel-Tierschutzpreis der höchstdotierte Forschungspreis dieser Art in Deutschland.
Die Ständige Senatskommission für tierexperimentelle Forschung der DFG ist ein interdisziplinär zusammengesetztes Expertengremium, das sich mit aktuellen wissenschaftlichen Entwicklungen sowie den komplexen ethischen und rechtlichen Rahmenbedingungen des Tierschutzes und der tierexperimentellen Forschung beschäftigt. Die DFG engagiert sich außerdem in der Informationsinitiative „Tierversuche verstehen“, die umfassend und transparent über Tierversuche in der Forschung informiert. Das Projekt „Tierversuche verstehen“ bietet auf einer Internetplattform und über die Sozialen Medien vielfältiges Informationsmaterial an, vermittelt Experten und ermöglicht interaktive Diskussionen.

## Preisträger
- 2004: Lisa Wiesmüller und Klaus Otto
- 2006: Ping Ping Tsai und Harald Langer
- 2009: Forscherteam Christopher Baum
- 2011: Forscherteam Thomas Eschenhagen, Maria Moreno-Villanueva und Alexander Bürkle
- 2014: Thomas Korff
- 2016: Forscherteam Birgit Kegel und Beate Krämer
- 2018: Ellen Fritsche und Hamid Reza Noori
- 2020: Thomas Hartung und Marcel Leist
- 2022: Michael Karl Melzer
- 2024: Peter Loskill und Silke Riegger